# Копањи
Копањи (мађ. Koppány, убијен 998. године), мађарски племенски старешина из 10. века. У историји је запамћен као вођа паганског устанка против краља Иштвана.

## Историја
Иако су се мађарска номадска племена доселила у Европу и населила у Панонској низији још 896. године, до средине 10. века Угарска још није била права држава, већ племенски савез састављен од полунезависних племена са сопственим старешинама. Племенске вође су практично само у рату признавале врховну власт великог кнеза из Арпадове династије, чији положај није био наследан, већ је зависио од подршке других племена. Темеље централизоване државе ударио је тек велики кнез Геза (973-997), који је као вођа најбројнијег мађарског племена примио хришћанство и почео да га намеће осталим племенима. Заједно са ширењем хришћанства у Мађарској за време његове владавине ширила се и државна власт, упоредо са црквеном организацијом која је подржавала владара. 
Копањи се помиње у историјским изворима као племенски поглавица у Задунављу који је после Гезине смрти 998. године подигао устанак против његовог сина Иштвана. Узроци устанка били су вишеструки. Прво, био је то отпор слободних Мађара успостављању феудалног класног друштва, као и доласку немачке властеле у земљу, које је почело још за Гезине владавине. Друго, био је то отпор мађарских пагана насилном ширењу хришћанства. Устанак је угушен бруталном интервенцијом немачких витезова у Иштвановој служби, а Копањи је заробљен и погубљен.

## У популарној култури
У популарној мађарској рок опери Краљ Иштван (мађ. István, a király) из 1983. године, поглавица Копањи је приказан као бранилац старих мађарских слобода, традиције и демократије против тиранске власти која се ослања на страну подршку, веома слично положају тадашње Мађарске у оквиру Варшавског пакта.